# Naarda laufellalis
Naarda laufellalis là một loài bướm đêm trong họ Noctuidae.